# Лариса (ном)
Ла́риса (греч. Λάρισα) — ном в Греции, в Фессалии. Столица — одноимённый город Лариса. Крупнейший сельскохозяйственный центр страны.